# 4-Amminopiridina
La 4-amminopiridina (o, meno correttamente, 'aminopiridina', 4-AP, denominazione comune internazionale fampridina, USAN dalfampridine) è una delle tre amminopiridine isomere. 

## Uso terapeutico
È adoperata soprattutto come strumento per la ricerca, nella caratterizzazione dei sottotipi del canale ionico del potassio, ed è stata anche usata per controllare alcuni sintomi della sclerosi multipla, trovando indicazione per il miglioramento sintomatico dell'andatura e della mobilità in adulti con diverse variazioni della malattia

## Commercializzazione
Negli Stati Uniti, il principio attivo possiede lo status di farmaco orfano, sotto il nome commerciale id Neurelan. Dal 2008 è stato sottoposto a studi clinici in fase III, e ha ottenuto l'approvazione della Food and Drug Administration (FDA) il 22 gennaio 2010 e l'approvazione dell'Agenzia europea per i medicinali (EMA) nel 2011.
La fampridina è anche commercializzata come Ampyra negli Stati Uniti dalla Acorda Therapeutics e come Fampyra in Europa.